# 六隆镇
六隆镇，是中华人民共和国广西壮族自治区百色市田林县下辖的一个乡镇级行政单位。

## 行政区划
六隆镇下辖以下地区：
能良村、太阳村、央光村、百怀村、粉屯村、小榄村、门屯村、中屯村、供央村、下维村、平细村、六隆村、周马村、板图村、六功村、洞弄村、列屯村和上仁村。